# Ghulewadi
Ghulewadi es una ciudad censal situada en el distrito de Ahmednagar en el estado de Maharashtra (India). Su población es de 21860 habitantes (2011). 

## Demografía
Según el censo de 2011 la población de Ghulewadi era de 21860 habitantes, de los cuales 11487 eran hombres y 10373 eran mujeres. Ghulewadi tiene una tasa media de alfabetización del 87,91%, superiora la media estatal del 82,34%: la alfabetización masculina es del 92,92%, y la alfabetización femenina del 82,42%.